# Elisa Séiquer
Elisa Séiquer Gutiérrez (14 de agosto de 1945 - 20 de junio de 1996) fue una escultora española nacida en la Región de Murcia. En 1971 recibió el premio Francisco Salzillo de escultura.
Nació el 14 de agosto de 1945 en Murcia y pronto comenzó sus estudios en la escuela de artes y oficios de la ciudad, aunque pronto se trasladó a Valencia y Madrid para continuar su formación.
Una de sus primeras exposiciones la realizó durante 1963 en la denominada Casa de la Cultura que acoge ahora el museo arqueológico; un año después fue miembro fundador del grupo Aunar junto a los pintores José María Párraga, Manuel Avellaneda y Aurelio Pérez Martínez y los escultores  Francisco Toledo Sánchez, José Toledo Sánchez y José Hernández Cano, aunque el grupo mantuvo su unión durante no mucho tiempo su primera exposición mostró un ánimo de renovación y ruptura en el panorama artístico murciano. En 1966 realizó la escenografía de la obra ¿Le gusta Shakespeare? en un teatro de Madrid y en 1968 recibe un estímulo económico para continuar su formación en París al valorarse su obra titulada «El acróbata».
A partir de 1969 inició su trabajo como profesora en la educación secundaria comenzando en el instituto de Yecla y recorriendo diversas ciudades de la región: Murcia, Mula, Las Torres de Cotillas. 
Su obra es figurativa aunque trata el cuerpo humano con formas estilizadas en movimiento y prescindiendo de algunas de sus partes en algún caso. Sin embargo, también realizó algunos trabajos de escultura religiosa como una imagen de San Pedro para la iglesia de Pliego. Aunque con un estilo muy diferente colaboró en el taller de Juan González Moreno y su obra aparece en una exposición que le rinde homenaje en el MURAM.
En junio de 1996 murió con cincuenta años de edad tras una dura enfermedad.
A lo largo de su carrera artística realizó numerosas exposiciones en salas privadas de arte de Murcia, Madrid y otras ciudades, así como en el pabellón de la Región de Murcia en la Expo de Sevilla de 1992, pero también se han realizado exposiciones retrospectivas tras su fallecimiento.
Su obra «Niños jugando» realizada a principios de los años ochenta se ha reubicado en 2008 en un jardín de la ciudad.